# Alberto I da Germânia
Alberto I (julho de 1255 — 1 de maio de 1308) foi rei dos romanos e duque da Áustria, o filho mais velho de Rodolfo I, conde de Habsburgo e de Gertrudes de Hohenberg, e depois imperador do Sacro Império Romano, e de Gertrudes de Hohenberg.

## Biografia
Em dezembro de 1282, Alberto foi investido com ducados da Áustria, da Estíria, da Carniola, e da Marca Vindica, os quais ele governaria junto com seu irmão Rodolfo II, até que este foi obrigado a abdicar pelo Tratado de Rheinfelden, de 1 de junho de 1283. Impopular na Áustria, reprimiu a revolta do inverno de 1287-1288 em Viena e a revolta de fevereiro de 1292 na Estíria.
Ao morrer Rodolfo I, em 1291, Alberto foi forçado a aceitar a eleição de Adolfo I de Nassau como rei dos romanos, mas, com a deposição deste, em 24 de junho de 1298, foi eleito seu sucessor. Adolfo se recusou a aceitar sua deposição e foi morto por Alberto na Batalha de Göllheim, em 2 de julho de 1298.
Ele foi eleito rei dos romanos em Frankfurt, em 27 de julho, e foi coroado em Aix, em 24 de agosto. O papa Bonifácio VIII se negou a reconhecê-lo até 1303, quando Alberto admitiu o direito do papa de conceder a coroa imperial e prometeu que nenhum de seus filhos seria eleito rei sem o consentimento papal.
Alberto reverteu a política anti-francesa de seu antecessor, consolidando uma aliança com a França ao prometer seu filho Rodolfo à irmã de Filipe IV.
Em 1306, ele assegurou a coroa da Boêmia para seu filho Rodolfo, mas tentou em vão impor seus direitos na Turíngia, em 1307.
Sua ação em abolir todos os pedágios no Reno desde 1250 levou à formação de uma liga contra ele liderada pelos arcebispos renanos e pelo conde palatino do Reno; todavia, auxiliado pelas cidades, ele logo esmagou o levante.
Apesar de severo, tinha um aguçado senso de justiça quando seus interesses não estavam envolvidos, e poucos dos reis da Germânia possuíram uma inteligência tão prática. Ele estimulava as cidades e, não satisfeito em emitir proclamações contra a guerra privada, formou alianças com príncipes para reforçar seus decretos. Os servos, cujos erros raramente atraíam atenção numa época indiferente aos clamores da humanidade comum, encontraram um aliado neste monarca severo, assim como os judeus.
Ele estava a caminho de suprimir uma revolta na Suábia quando foi assassinado, próximo a Brugg, por seu sobrinho João, que se sentia defraudado de sua herança pelo tio. Seu corpo foi sepultado no Convento Cisterciano de Wettingen, e, em 1309, foi transferido para a Catedral de Speyer.
No local onde morreu, sua esposa e sua filha Inês ergueram o mosteiro de Königsfelden.

### Casamento e descendência
Em 1274, Alberto casou com Isabel de Gorizia-Tirol, filha de Mainardo IV, conde de Gorizia e do Tirol, e de Isabel da Baviera, com quem teve doze filhos:
- Ana (c. 1280 - 19 de março de 1327), casada primeiro com Hermano II de Brandemburgo, em outubro de 1295, e segundo com Henrique VI, duque de Breslávia, em 1310
- Inês (18 de maio de 1281 - 10 de junho de 1364), casada com André III da Hungria, em 13 de fevereiro de 1296
- Rodolfo (1282 - 4 de julho de 1307), duque da Áustria e da Estíria e rei da Boêmia[1]
- Isabel (m. 13 de maio de 1353), casada com Frederico, futuro duque da Lorena, em 6 de agosto de 1306
- Frederico (1289 - 13 de janeiro de 1330), sucedeu ao irmão como duque da Áustria e da Estíria e posteriormente eleito rei dos romanos
- Leopoldo (4 de agosto de 1290 - 28 de fevereiro de 1326), duque da Áustria e da Estíria junto com Frederico
- Catarina (outubro de 1295 - 18 de janeiro de 1323), casada com Carlos da Sicília, duque de Calábria, em 1316
- Alberto (12 de dezembro de 1298 - 20 de julho de 1358), posteriormente, duque da Áustria, da Estíria, da Caríntia, de Carniola e do Tirol Meridional
- Henrique (1299 - 3 de fevereiro de 1327), casado, em outubro de 1314, com Isabel de Virneburgo, filha de Ruperto II, conde de Virneburgo
- Mainardo (*1300), que morreu jovem
- Otão (23 de julho de 1301 - 26 de fevereiro de 1339), duque da Áustria, da Estíria, da Caríntia, de Carniola e do Tirol Meridional junto com Alberto
- Judite (m. 5 de março de 1329), com Luís VI, conde Oettingen, em 26 de abril de 1319